# The Runt (film, 1915)
The Runt est un film muet américain réalisé par Colin Campbell et sorti en 1915.

## Fiche technique
- Réalisation : Colin Campbell
- Scénario : Colin Campbell
- Date de sortie : États-Unis : 25 septembre 1915

## Distribution
- Frank Clark
- William Gillespie
- Edith Johnson
- Harry Lonsdale
- Will Machin
- Wheeler Oakman
- Gertrude Ryan